# گلزار حداد

## جمعیت
این روستا در دهستان ارکوازی قرار داشته و براساس سرشماری سال ۱۳۸۵جمعیت آن ۱۲۳
نفر (۲۲خانوار) بوده است،مردم این روستا از طایفه های قیطول، ریزوند و آسنگر میباشند‌. 